# Barbar
I nyere tid er ordet barbar (et græsk ord, græsk: βαρβαρος) brugt i overført betydning om en person, som er rå, vild, uciviliseret eller grusom, hjerteløs.

## Historisk
Den historiske betydning af det græske ord barbar betegner alle, der ikke var hellenere (det vil sige fra Thessalien i Grækenland) og talte anderledes. (se også berber) Barbar er et onomatopoietikon, lydord. Barbarer, tilhørte i græske øren, en gruppe af uartikulerede udgrænsede personer, som grækerne ønskede at lægge afstand til. Ordet optræder blandt andet i det homeriske epos Iliaden, hvor det siges, at
"Nastes førte en hær af barbarisk talende karer".
Om modsætningsparret barbarer/hellenere siger den græske historiker Thukydid:
"Det bedste vidnesbyrd herom giver Homer. For selv om han først levede længe efter Den Trojanske Krig, omtaler han dem intet steds alle som hellenere (en betegnelse han kun bruger om Achilleus fra Fthiotis' mænd, de første hellenere). Der imod taler han i sine eper om danaere, argeiere og achaiere. Tilsvarende nævner han heller ikke barbarerne. Det skyldes efter min mening, at hellenerne endnu ikke var sammenfattet i et modbegreb." (1.3.3)
Det tidligste sproglige vidnedsbyrd om, at hellenerne kunne have udviklet en fælles etnisk bevidsthed, stammer fra slutningen af det 8. århundrede f.Kr.
Det første sikre vidnesbyrd om modsætningen barbarer/hellenere findes hos historikeren Herodot, der opdeler den beboede verden (oikuméne) i to: hellenere og ikke-helenere, der er geografisk adskilte. Han lader blandt andet nogle græske gesandter give udtryk for, at hellenerne havde en fælles bevidsthed udviklet af fælles sprog, opfattelsen af en fælles afstamning, samt fælles gudedyrkelse og religionsudøvelse:
"...vort hellenske fællesskab, hvad blod og sprog angår, og gudernes fælles templer og ofringer og de fælles skikke, som det ville være vanærende for athenerne at forråde" (8.144.2)
Modsætningen mellem begreberne barbarer og hellenere skærpedes under indtryk af perserkrigene, der bevirkede, at perserne blev gjort til hellenernes fjendebillede. Aristoteles regnede endda barbarerne for hellenernes naturlige fjender og mente, at det var rimeligt, at hellenerne herskede over barbarer, da disse til dels af natur var slaver.(politica 1252b)
Romerne overtog ordet og begrebet barbar fra hellenerne, men flyttedes dets betydning. Den romerske statsmand Cicero skrev:
"Hvis det virkelig forholder sig således, som grækerne siger, at menneskeheden lader sig inddele i grækere og barbarer, da er jeg bange for, at Romulus herskede over barbarer. Hvis derimod barbar sigter til adfærden og ikke sproget, da er grækerne efter min mening mindst lige så meget barbarer som romerne." (De republica 1.58)
Senere brugte Cicero udtrykket barbar i en tale mod den korrumperede statholder Verres til at udgrænse denne fra den civilicerede del af menneskeheden (humanitas) ved at sammenligne barbari og civilisation og gøre Verres handlinger – herunder et eget røvertogt som modsætning til den romerske stats officielt erklærede og organiserede krigsførelse – til illustration af dennes primitive og uciviliserede opførsel.
Det var romerne, der med deres imperialistiske politik udviklede opfattelsen, at romerne var "fødte til" at herske over og undertrykke andre folk. Det nedladende syn på andre folk, der lå til grund for denne opfattelse, havde de fået af grækerne sammen med ordet barbar.
Apostelen Paulus bruger udtrykket "barbar" for at betegne ikke-grækere.